# میرزا حسین نوری
حسین محدث نوری معروف به علامه محدث نوری فرزند محمدتقی نوری مازندرانی طبرسی و نوهٔ علی محمد مازندرانی طبرسی مستوفی، محدث و چهره سرشناس علمای شیعه در قرن چهاردهم هجری بود.
این فقیه امامیه، مفسر و شاعر در ۱۸ شوال ۱۲۵۴ قمری در روستای یال‌رود از توابع نور مازندران به دنیا آمد
و در ۲۷ جمادی ۱۳۲۰ هجری قمری در سامرا درگذشت. وطن زمستانه خاندان نوری روستای سعادت آباد؛ از روستاهای بخش چمستان نور است.
از القاب وی می‌توان به خاتم المحدثین،
علامه نوری، میرزای نوری، محدث نوری و حاجی نوری اشاره کرد. وی دائی و پدر همسر فضل‌الله نوری بود.
محدث نوری در سن ۶۴ سالگی در سامرا در اثر مسمومیت درگذشت.
آرامگاه او در نجف و در حرم علی بن ابی‌طالب قرار دارد.

## خانواده محدث نوری
پدر نوری دانشوری بود به نام میرزا محمد تقی نوری طبرسی (۱۲۰۱–۱۲۶۳ق) که مرجع تقلید مردمان زیادی در نور و مازندران بود. پدر او از جمله شاگردان بنام ملاعلی نوری بود.
پدر محدّث نوری در حالی که ایشان تنها کودکی ۸ ساله بود درگذشت.
همسر محدث نوری عزیز بروجردی فرزند عبدالرحیم بروجردی بود.
او دارای چهار برادر نیز بود. برادران نوری به ترتیب عبارت اند از:
- حاج میرزا هادی، ایشان پس از مدت مدیدی تحصیل علم در حوزه نجف به وطن بازمی‌گردد و سیزده سال مرجعیت نور و مازندران را به عهده می‌گیرد، تا اینکه در حدود ۱۲۹۰ ق می‌میرد.
- آقامیرزاعلی، که بعد از برادر بزرگش مرجعیت و ریاست دینی نور و مازندران را به عهده داشت.
- میرزا حسن نوری، از مدرسان فقه و اصول.
- میرزا قاسم نوری، از مدرسان فقه و اصول
- در خاندان نوری به دو خواهر درتاریخ اشاره شده‌است: یکی همسر ملافتح الله نوری و مادر شیخ موسی نوری است و دیگری اسیه مجتهد نوری همسر عباس نوری پیشنماز. اشتهار این بانو بداناست که ایشان مادر فضل‌الله نوری -- داماد دایی محدث نوری -- است.

## کتابخانه محدث نوری
میرزای نوری دارای کتابخانه جامع و معتبری بود ولی این کتابخانه پس از مرگ میرزا و قتل فضل‌الله نوری به کلی پراکنده شد. بسیاری از کتب میرزا حسین نزد فرزندان فضل‌الله نوری ماند. بعدها تعدادی از این کتب، توسط سید حسین طباطبایی بروجردی خریداری و به کتابخانه او در نجف منتقل شد.

## محدث نوری و تحریم تنباکو
در ماجرای تحریم تنباکو و کارهای میرزای شیرازی در سامرا، وی نقشی اساسی داشت. بعد از آنکه میرزای شیرازی فتوای تحریم تنباکو را داد، شایع شد که این فتوا از طرف میرزا صادر نشده‌است. مردم ایران به عراق نامه نوشتند و از محدث نوری کسب تکلیف کردند.
وی در پاسخ چنین نوشت:
«جناب شریعتمدار، آقای آقا شیخ فضل‌الله نوری سلمه الله تعالی جمعی از تهران سؤال نموده‌اند و از حکم میرزای شیرازی در خصوص دخانیات پرسیده‌اند، عجب است! بلی، حکم صادر و مجدداً هم دست خط مبارک با پست ارسال می‌گردد».

## آثار و تألیفات
محدث نوری حدود سی کتاب نوشته‌است.
وی در مقدمه کتاب مستدرک الوسائل می‌نویسد: «عالم کامل، متبحر خبیر، محدث نقّاد و آگاه، نشر دهنده آثار، جمع آورنده روایات، شیخ محمد بن حسن حر عاملی در کتاب وسائل الشیعه روایات و احادیث فراوانی را از میان کتابهای روایی علما و اصحاب جمع‌آوری نموده‌است؛ روایاتی که برای جان لذت بخش و برای دیده نور چشم است…؛ ولی با مراجعه به دیگر کتابهای روایی اصحاب، به بخش دیگری از روایات برخوردم که کتاب ارزشمند وسائل آنها را در برندارد… و بعد از سعی و تلاش فراوان و جستجوی سخت در کتابهای روایی توانستم این مجموعه بزرگ و ارزشمند را جمع‌آوری نمایم که روایات آن در حدود روایات وسائل است و همچون روایات آن ارزشمند و گرانبها می‌باشد». این منابع شامل ۷۵ کتاب روایی معتبر شیعه است و در مجموع بیش از ۲۳ هزار روایت دارد.
برخی از کتاب‌های وی:
| - مستدرک الوسائل - کلمة طیبة - لؤلؤ و مرجان؛ در رد خرافات و تحریفات عاشورا - دارالسلام (در تعبیر خواب و اخلاق) - نجم‌الثاقب - فصل الخطاب - مواقع النجوم و شجره نامه‌ای در سلسله اجازات نوریان - نفس الرحمان فی فضائل سیدنا سلمان - معالم العبر | - میزان السماء - جنة المأوی (در مورد امام زمان عج) - فیض القدسی؛ در خصوص زندگانی علامه مجلسی - کشف الاستار؛ در خصوص امام زمان عج - صحیفه ثانیه علویه - صحیفه اربعه سجادیه - سلامة المرصاد - مستدرک مزار بحار - حاشیه بر منتهی المقال |

## محدث نوری و تحریف قرآن

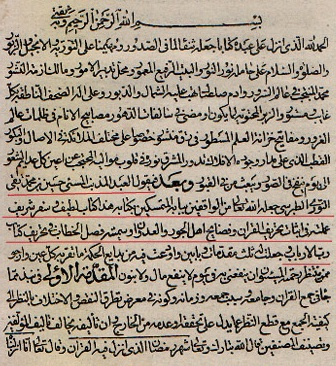
صفحة دوم کتاب

وی در سال ۱۲۹۲ ه‍.ق کتابی تحت عنوان فصل الخطاب فی تحریف کتاب رب‌الارباب نگاشته و در آن دلایلی در تحریف قرآن ارائه نمود. شمارگان این روایت‌ها بیش از هزار است و تحریف آن را نه از جهت تغییر و زیاده بلکه فقط از جهت نقیصه خواسته‌است به اثبات برساند.
وی در دیباچه این کتاب می‌نویسد: «این کتابی است لطیف که در اثبات تحریف قرآن، و فضایح اهل جور و عدوان فراهم آورده‌ام، و آنرا فصل الخطاب فی تحریف کتاب رب‌الارباب نام نهادم، و بر سه سرآغاز و دو باب قرار دادم».
همین امر سبب اعتراضات گسترده‌ای در جهان اسلام شد و در ردّ آن کتب و مقالات بسیاری نوشته شد.
آقا بزرگ تهرانی از شاگردان وی می‌نویسد:
«استاد ما حاجی در اواخر عمر خویش می‌گفت: این‌جانب در نام گذاری کتابم اشتباه کردم و سزاوار بود نام آن را فصل الخطاب فی عدم تحریف الکتاب می‌گذاشتم چرا که در آن ثابت می‌کنم قرآن شریف موجود، با تمامی سوره‌ها و آیات و جملاتش وحی الهی است که هیچ گونه تغییر و تبدیل و زیاده و نقصان از هنگام جمع‌آوری آن به امروز در آن واقع نشده‌است.
و علی‌هذا نامیدن آن به این نامی که مردم آن را بر خلاف منظور و مراد من حمل می‌کنند، اشتباهی است در نامگذاری؛ ولیکن من در این کتاب نیاورده‌ام آنچه را که آن را بر او حمل می‌نمایند. بلکه مراد من، اسقاط بعضی وحی مُنْزَل الهی است؛ و اگر می‌خواهی تو نام آن را بگذار الْقَوْلُ الفَاصِلُ فِی إسْقَاطِ بَعْضِ الْوَحْیِ النَّازِلِ».

### سوره ولایت
محدث نوری سوره نورین را با نام سوره ولایت از کتاب دبستان مذاهب نقل کرده‌است.
وی دربارهٔ این سوره می‌نویسد: هیچ اثری از این سوره در کتاب‌های شیعه نیافتم جز آنچه از کتاب مثالب منسوب به ابن شهر آشوب حکایت شده که آنان تمام سوره ولایت را ساقط کردند، پس شاید این سوره بوده‌است:
«یاایها الذین آمنوا آمنوا بالنورین انزلناهما یتلوان علیکم آیاتی و یحذرانکم عذاب یوم عظیم ب ان الذین یوفون بعهداللّه ورسوله فی آیات لهم جنات النعیم. واصطفی من الملائکة والرسل و جعل من المومنین اولئک فی خلقه یفعل اللّه مایشاء قد خسر الذین کانوا عن آیاتی و حکمی معروضون. وان علیا من المتیقن. یا ایها الرسول قدانزلنا الیک آیات بینات فیها من یتوفاه مومنا ومن یتولیه من بعدک یظهرون. ولقد آتیناک بک الحکم کالذین من قبلک من المرسلین. وجعلنا لک منهم وصیا لعلهم یرجعون. ان علیا قانتا باللیل ساجدا یحذر الاخرة ویرجو ثواب ربه. قل هل یستوی الذین ظلموا وهم بعذابی یعلمون».
یعنی:
«ای کسانی که ایمان آورده‌اید، به دو نور ایمان بیاورید. آن دو را نازل کردیم که آیاتم را بر شما بخوانند و شما را از عذاب روزی بزرگ بر حذر دارند. آنان که به عهد خدا و پیامبرش وفا می‌کنند در آیاتی برایشان بهشتهای نعمت است و برگزید از فرشتگان و پیامبران و قرارداد از مؤمنان، آنان را در خلقش. خدا هرچه بخواهد می‌کند. زیان کردند آنها که از آیات و حکم من دور گردانده شدند؛ و علی از متقیان است ای پیامبر، ما به سوی تو آیاتی روشن نازل کردیم که در آن است، هرکس او را در حال ایمان دریابد و هرکس ولایت او را بپذیرد بعد از تو نمایان می‌شوند؛ و تو را به تو حکم دادیم، همانند کسانی که پیش از تو بودند از پیامبران؛ و قراردادیم برای تو از ایشان جانشینی شاید بازگردند. همانا علی در شب قنوت می‌گرفت، سجده می‌کرد از آخرت می‌ترسید و ثواب پروردگارش را امیدداشت. بگو آیا مساویند آنها که ظلم کردند درحالی که به عذاب من آگاهی دارند».

### آیه رجم
در کتاب فصل الخطاب به نقل از احادیثی آمده‌است که سوره احزاب از سوره بقره کوچکتر نبوده و آیه رجم (سنگسار) نیز در آن بوده و آن آیه چنین است:
«اذا زنی الشیخ والشیخة فارجموهمها البتة نکالا من الله والله عزیز حکیم».
یعنی: «هرگاه پیرمرد و پیرزن زناکردند حتماً آنها را سنگسار کنید، این عذاب و کیفری است از ناحیه خداوند و خداوند شکست ناپذیر و حکیم است».

### آیه وضو
از امام صادق دربارهٔ آیه «فاغسلوا وجوهکم وأیدیکم إلی المرافق» می‌پرسند. پاسخ می‌دهد تنزیلش چنین نیست؛ بلکه چنین است: «فاغسلوا وجوهکم وأیدیکم من المرافق». این روایت را شیخ حر عاملی نقل کرده و محدث نوری نیز در کتاب خود آورده‌است.

### آیه تبلیغ
در کتاب فصل الخطاب آیه تبلیغ به نقل از قرائت ابن مسعود این گونه است: «یا ایها الرسول بلغ ماانزل الیک من ربک، ان علیا مولی المومنین …»
یعنی: «ای پیامبر آنچه به تو نازل شده‌است را ابلاغ کن که علی مولای مؤمنان است …».

### آیه کرسی
در کتاب فصل الخطاب آیةالکرسی را به نقل از ثقةالاسلام کلینی این گونه بیان می‌کند: «... له مافی السموات والارض و ما بینهما و ما تحت‌الثری عالم الغیب والشهادة الرّحمن الرحیم من ذی الذی یشفع عنده الاّ بإذنه…»
همین آیه در مفاتیح الجنان در حاشیه باقیات الصالحات، در اعمال روز جمعه، ص ۳۶، انتشارات اسوه، جلد دوم نیز اینچنین آمده‌است:
علامه مجلسی فرموده که به روایت علی بن ابراهیم و کلینی، آیه الکرسی علی التنزیل چنین است: «االله لا إله إلا هو الحی القیوم لا تأخذه سنة ولا نوم له ما فی السماوات و ما فی الأرض و ما بینهما و ما تحت‌الثری عالم الغیب والشهادة الرحمن الرحیم من ذا الذی … هم فیها خالدون»

### انگیزه نوشتن کتاب فصل الخطاب
سردار کابلی می‌گوید: از میرزا حسین نوری پرسیدم: چرا چنین کتابی نوشتی که مایه خجالت ما و تهاجم معاندین گردد؟ محدث نوری گریست و گفت: معمم سید هندی‌ای نزد من آمد و به من گفت: اگر خدا اسم علی را در قرآن آورده بود دیگر به این شکل حقش غصب نمی‌شد و به این شکل خانه‌نشین نمی‌شد؛ و اصرار بسیار نمود که کتابی نوشته شود در نقص قرآن که باعث تسکین قلب‌های ما باشد و محبت ما را به امیرالمؤمنین بیشتر نماید، و با اصرار خواست که لااقل روزی یک صفحه از آن کتاب نوشته شود، و خودش هر روز نزد من می‌آمد و صفحه‌ای از روایات در مورد تحریف را از من می‌گرفت. وقتی کتاب به پایان رسید، دیگر او نیامد و از او خبری نشد. یک بار که اتفاقاً در بغداد برای اخذ ویزا به سفارت بریتانیا رفتم -زیرا آن زمان عراق تحت سلطه بریتانیا بود- دیدم یکی از اعضای سفارت به من نگاهی طولانی می‌کند. او را نگریستم و احساس کردم او را قبلاً جایی دیده‌ام. به من سلام کرد خود را شناساند که همان سید هندی است که هر روز نزد من می‌آمده و خواستار صفحات کتاب فصل الخطاب می‌شده، با این عضو سفارت انگلیس بوده‌است.

### نقدهایی بر کتاب فصل الخطاب
کتابهایی که در رد کتاب فصل الخطاب نوشته‌اند عبارتند از:
- کشف الارتیاب فی عدم تحریف کتاب رب‌الارباب، تألیف محمود بن ابی القاسم مشهور به معرب تهرانی، درگذشت سال ۱۳۱۳هـ ق، تاریخ چاپ کتاب ۱۳۰۳ هـ ق
- حفظ الکتاب الشریف عن شبهة القول بالتحریف، تألیف هبة الدین سید محمد حسین شهرستانی درگذشت سال ۱۳۱۵ هـ ق
- تنزیه التنزیل، تألیف علی رضا حکیم خسروانی، تاریخ چاپ کتاب ۱۳۷۱ هـ ق
- الحجة علی فصل الخطاب فی ابطال القول بتحریف الکتاب، تألیف عبدالرحمن محمدی هیدجی، تاریخ چاپ کتاب ۱۳۷۲ هـ ق
- البرهان علی عدم تحریف القران، تألیف مرحوم میرزا مهدی بروجردی، تاریخ چاپ کتاب ۱۳۷۴ هـ ق
- آلاء الرحیم فی الرد علی تحریف القران، تألیف میرزا عبدالرحیم مدرس خیابانی، تاریخ چاپ کتاب ۱۳۸۱ هـ ق
- صیانة القران عن التحریف، تألیف محمد هادی معرفت، تاریخ چاپ کتاب ۱۴۱۶ هـ ق
- القران الکریم فی روایات المدرستین، تألیف سید مرتضی عسکری، تاریخ چاپ کتاب ۱۴۲۰ هـ ق
- اکذوبة تحریف القران بین الشیعة والسنة، تألیف رسول جعفریان، تاریخ چاپ کتاب ۱۴۱۳ هـ ق
- آلاء الرحمن فی تفسیر القران، تألیف شیخ جواد بلاغی،
- البیان فی تفسیر القرآن، تألیف سید ابوالقاسم خویی
- تهذیب الاصول، درس خارج اصول سید روح‌الله خمینی در مبحث حجیت ظواهر کتاب
- افسانه تحریف قرآن، رسول جعفریان
- قرآن هرگز تحریف نشده (ترجمه فصل الخطاب فی عدم تحریف کتاب رب الارباب) حسن حسن‌زاده آملی، تاریخ چاپ کتاب۱۳۸۶ انتشارات الف. لام. میم

## محدث نوری و تحریفات عاشورا
محدث نوری دغدغه خود را برای جلوگیری از انحرافهایی که اهل منبر و روضه خوانان در ذکر مصیبت حسین بن علی و عاشورا دچار آن شده‌اند در کتاب لؤلؤ و مرجان آورده‌است. او مسامحه اهل علم در این زمینه را عامل گستاخی طایفه اهل منبر می‌داند و سکوت کنندگان در این باب را شریک گناه متجرّیان برمی‌شمرد.
مرتضی مطهری در بخش تحریفات لفظی واقعه عاشورا کتاب حماسه حسینی، به شدت از محدث نوری و کتاب او در زمینه تحریفات عاشورا، یعنی لؤلؤ و مرجان متأثر است. مطهری مصادیق تحریفات لفظی را بیشتر از این کتاب نقل کرده و صراحت و شجاعت محدث نوری را تحسین می‌کند.

## برخی از شاگردان
| - آقابزرگ تهرانی - شیخ عباس قمی - محمدحسین کاشف‌الغطاء - عبدالحسین شرف‌الدین عاملی - میرزا جواد ملکی تبریزی - شیخ فضل‌الله نوری - شیخ محمدتقی بافقی - میرزا حسین فقیه سبزواری - سید نصرالله اخوی از فعالان جنبش مشروطه ایران | - حاج میرزا ابوالفضل تهرانی معروف به کلانتری نوری - سید علم الهدی نقوی کابلی - شیخ مهدی نوری (برادرزاده محدث نوری) - محمدحسن آل کبه - حاج میرزا علی اکبر همدانی معروف به «دبیر» و «ابوالمکارم» - حاج میرزامحمد ارباب قمی - شیخ علی اکبر همدانی |

## مطالعهٔ بیشتر
- کتاب القران الکریم و روایات المدرستین نقدی بر کتاب فصل الخطاب
- نظر محی‌الدین حائری شیرازی دربارهٔ کتاب فصل الخطاب
- نظر محدث نوری دربارهٔ زیارت ناحیه مقدسه
- نظر محدث نوری دربارهٔ دعای ندبه
- نظر محدث نوری دربارهٔ دیدار با امام زمان، رخدادهای پس از ظهور مهدی و ازدواج امام زمان
- نظر محدث نوری دربارهٔ اعتبار کتاب توحید
- نظر محدث نوری دربارهٔ هدایةالمسترشدین
- نظر محدث نوری دربارهٔ ابوالصلاح حلبی
- نظر محدث نوری دربارهٔ ابن ادریس حلی و ابن‌فهد حلی
- نظر محدث نوری دربارهٔ زید بن علی
- نظر محدث نوری دربارهٔ آمدی، نگارنده کتاب غرر الحکم و درر الکلم
- نظر محدث نوری دربارهٔ عماد الدین ابو جعفر طبری
- تأسیس مؤسسه آموزش عالی علامه محدث نوری به نام وی